# A Paixão de Cristo
A Paixão de Cristo (em inglês:  The Passion of the Christ) é um filme americano de 2004 do gênero drama épico coescrito, coproduzido e dirigido por Mel Gibson. É estrelado por Jim Caviezel como Jesus de Nazaré, Maia Morgenstern como Maria (mãe de Jesus) e Monica Bellucci como Maria Madalena. O longa retrata a Paixão de Jesus em grande parte de acordo com os evangelhos de Mateus, Marcos, Lucas e João. Também se baseia em relatos piedosos, como a Sexta-feira das Dores, juntamente com outros escritos devocionais, como as supostas visões atribuídas à Beata Anna Catarina Emmerich.
O filme cobre principalmente as últimas doze horas antes da morte de Jesus Cristo, conhecida como "a Paixão", iniciando-se com a Agonia no Jardim do Getsêmani, seguindo com a traição de Judas Iscariotes, a brutal Flagelação no Pilar, o sofrimento de Maria conforme profetizado por Simeão, a crucificação e morte de Jesus, e terminando com uma breve descrição de sua ressurreição. A narrativa é intercalada com momentos anteriores da vida de Jesus, como a Última Ceia e o Sermão da Montanha, bem como momentos da vida inicial de Jesus. A Paixão de Cristo foi filmado principalmente na Itália e seu diálogo foi inteiramente produzido em aramaico, hebraico e latim reconstruídos. Embora Gibson fosse inicialmente contra, o filme é legendado.
Seu lançamento gerou controvérsias, com o filme recebendo críticas polarizadas dos críticos; alguns consideraram o filme uma experiência religiosa e sagrada, elogiando as performances do elenco, os valores de produção e a trilha sonora de John Debney, enquanto outros o consideraram antissemita e condenaram sua violência gráfica extrema e emocionalmente desgastante. Apesar disso, o filme se tornou um grande sucesso comercial, arrecadando US$ 612,1 milhões em todo o mundo (contra um orçamento de cerca de US$ 30 milhões) e se tornou o quinto filme de maior bilheteria de 2004 no final de sua exibição nos cinemas. Atualmente, é o filme cristão de maior bilheteria de todos os tempos (desconsiderando inflação), bem como o filme independente de maior bilheteria da história do cinema; também se tornou o longa com "classificação R" da MPAA de maior bilheteria nos Estados Unidos ao arrecadar US$ 370,8 milhões naquele país, mantendo este recorde por vinte anos. Recebeu três indicações ao Óscar durante a 77ª cerimõnia em 2005 para as categorias de Melhor maquiagem, Melhor fotografia e Melhor trilha sonora original. Uma sequência intitulada The Resurrection of the Christ encontra-se em fase de produção.

## Enredo
Na noite da Páscoa, no jardim do Getsêmani, Jesus ora em reclusão, enquanto seus discípulos Pedro, Tiago e João adormecem sob uma árvore. Satanás tenta Jesus enquanto seu suor se transforma em sangue, e uma serpente emerge do disfarce de Satanás. Jesus o repreende, esmagando a cabeça da serpente. Enquanto isso, Judas Iscariotes, outro discípulo de Jesus, é subornado por Caifás e pelos fariseus com trinta moedas de prata, e lidera um grupo de guardas do templo até a floresta, onde ele trai Jesus com um beijo no rosto. Enquanto os guardas o prendem, irrompe uma luta: Pedro saca sua adaga e corta a orelha de Malco, comandante dos guardas. Jesus cura o ferimento de Malco e repreende Pedro. Com os discípulos em fuga, os guardas levam Jesus e o espancam a caminho do Sinédrio, enquanto um perturbado Malco permanece para trás.
Despertada de seu sono, Maria, mãe de Jesus, sente que algo está errado e conversa com Maria Madalena. João as informa sobre a prisão e eles se reúnem com Pedro, que seguiu Jesus e seus captores. Caifás realiza um julgamento, durante o qual falsas acusações são feitas contra Jesus. Alguns sacerdotes, que se opõem ao julgamento e secretamente apoiam Jesus, são expulsos do tribunal. Quando Jesus afirma ser o divino Filho do Homem, Caifás rasga suas vestes com raiva, e Jesus é condenado à morte por blasfêmia. Enquanto é brutalmente espancado, Pedro é confrontado pela multidão e nega três vezes ser um seguidor de Jesus, fugindo em lágrimas ao se lembrar da predição que Jesus havia feito. Enquanto isso, Judas, tomado pela culpa, tenta devolver o dinheiro para libertar Jesus, mas é recusado pelos sacerdotes. Ele cospe na bolsa com as moedas e a arremessa na direção deles, indo embora logo depois. Assombrado por demônios durante a noite, enforca-se do lado de fora de Jerusalém.
Caifás e a multidão levam Jesus até Pôncio Pilatos, o governador romano da Judeia, para que receba sua sentença de morte. A pedido de sua esposa Cláudia, que acredita na santidade de Jesus, e após interrogá-lo, Pilatos não encontra crime algum e o envia à corte de Herodes Antipas, já que Jesus pertence à jurisdição da Galileia. Antipas o julga um tolo inofensivo e o devolve a Pilatos. Este então oferece à multidão a escolha entre libertar Jesus ou um assassino condenado chamado Barrabás. A multidão exige a libertação de Barrabás e a crucificação de Jesus. Tentando apaziguar os ânimos, Pilatos ordena apenas que Jesus seja açoitado. Os guardas romanos o flagelam brutalmente com bastões e chicotes, até que o capitão da guarda, Abenadar, os interrompe, repreendendo os torturadores por terem ido longe demais.
Depois que Jesus é arrastado dali, Maria e Madalena limpam seu sangue do chão do templo, enquanto Madalena relembra o momento em que foi salva por Jesus de um apedrejamento. Os guardas romanos o levam a um celeiro, onde colocam uma coroa de espinhos em sua cabeça e o insultam. Ele é então apresentado diante de Pilatos e da multidão. Mesmo assim, Caifás, com o apoio popular, continua exigindo sua crucificação. Para evitar uma revolta, Pilatos lava as mãos e ordena a crucificação, declarando-se isento de responsabilidade.
Jesus passa a carregar uma pesada cruz de madeira rumo ao Calvário, acompanhado por dois ladrões, Dimas e Gesmas, enquanto Satanás observa seu sofrimento de forma sádica. Durante o percurso, Jesus é continuamente humilhado pelos guardas e pela multidão enfurecida, até que encontra consolo momentâneo com sua mãe e é ajudado por uma mulher que enxuga seu rosto ensanguentado com um véu. As duas mulheres são então afastadas pelos guardas. Simão de Cirene, que acompanhava a multidão, é forçado a ajudar a carregar a cruz, inicialmente com relutância.
No Calvário, diante de Maria, Madalena, João e outros testemunhos, Jesus é crucificado. Gesmas, um dos ladrões, zomba dele, sugerindo que desça da cruz para provar ser o Filho de Deus. Em vez disso, Jesus ora pedindo perdão por seus algozes, perdoa Dimas por sua fé e arrependimento, e conforta sua mãe. Por fim, sucumbindo aos ferimentos, entrega seu espírito e morre. Uma única gota de chuva cai, desencadeando um terremoto que danifica o Segundo Templo e rasga o véu do Santo dos Santos ao meio. As pernas dos dois ladrões são quebradas pelos romanos para apressar suas mortes. Ao ver Jesus morto, o guarda romano Cassius é instruído a perfurar seu corpo com uma lança para confirmar sua morte.
Enquanto Satanás grita em derrota, o corpo de Jesus é retirado da cruz e sepultado. Três dias depois, ele ressuscita dos mortos e deixa o túmulo.

## Elenco
- Jim Caviezel como Jesus de Nazaré

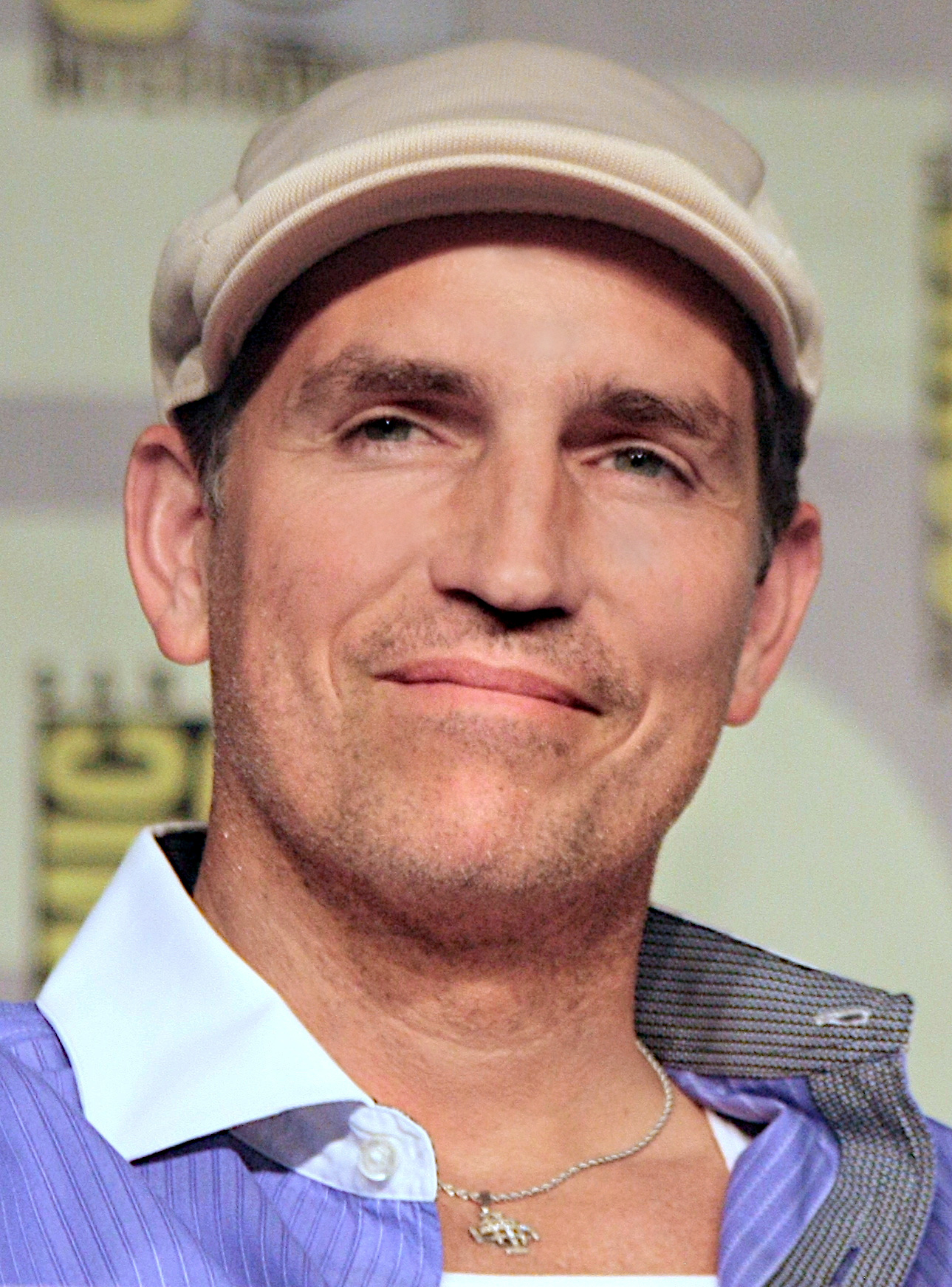
Jim Caviezel (aqui fotografado em 2013) interpretou Jesus de Nazaré

- Maia Morgenstern como Maria de Nazaré
- Hristo Jivkov como João
- Francesco De Vito como Pedro
- Monica Bellucci como Maria Madalena
- Mattia Sbragia como Caifás
- Toni Bertorelli como Anás
- Luca Lionello como Judas Iscariotes
- Hristo Naumov Shopov como Pôncio Pilatos
- Claudia Gerini como Cláudia Prócula
- Fabio Sartor como Abenadar
- Giacinto Ferro como José
- Olek Mincer como Nicodemos
- Roberto Bestazoni como Malco
- Sergio Rubini como Dimas
- Francesco Cabras como Gesmas
- Giovanni Capalbo como Cassius
- Rosalinda Celentano como Satanás
- Jarreth Merz como Simão de Cirene
- Luca De Dominicis como Herodes Antipas
- Chokri Ben Zagden como Tiago
- Sabrina Impacciatore como Verônica de Jerusalém
- Pietro Sarubbi como Barrabás
- Giuseppe Loconsole e Dario D'Ambrosi como soldados romanos que açoitam Jesus

## Produção

### Material de origem

#### Cânone bíblico
De acordo com Mel Gibson, o material de fonte primária para A Paixão de Cristo são as quatro narrativas canônicas do Evangelho da paixão de Jesus. O filme inclui um julgamento de Jesus na corte de Herodes, que só é encontrado no Evangelho de Lucas. O filme também se baseia em outras partes do Novo Testamento. Uma frase dita por Jesus no filme, "Eu faço novas todas as coisas", é encontrada no Livro do Apocalipse, Capítulo 21, versículo 5.
O filme também faz referência ao Antigo Testamento, começando com uma epígrafe do Quarto Cântico do Servo Sofredor de Isaías. Na cena de abertura ambientada no Jardim do Getsêmani, Jesus esmaga a cabeça de uma serpente em alusão visual direta a Gênesis 3:15. Ao longo do filme, Jesus cita os Salmos, além dos exemplos registrados no Novo Testamento.

#### Iconografia e histórias tradicionais
Muitas das representações no filme refletem deliberadamente representações tradicionais da Paixão na arte. Por exemplo, as catorze estações da via-crúcis são centrais para a representação da Via Dolorosa em A Paixão de Cristo. Todas as estações são retratadas, exceto a oitava estação (onde Jesus encontra as mulheres de Jerusalém, uma cena deletada contida apenas como bônus no DVD do filme) e a décima quarta estação (Jesus é colocado no túmulo). Gibson foi inspirado pela representação de Jesus no Sudário de Turim.
Por sugestão da atriz Maia Morgenstern, o Seder da Páscoa é citado no início do filme. Maria pergunta "Por que esta noite é diferente das outras noites?", e Maria Madalena responde com a resposta tradicional: "Porque uma vez fomos escravos, e não somos mais escravos".
A confusão de Maria Madalena com a adúltera salva do apedrejamento por Jesus tem algum precedente na tradição católica e, de acordo com o diretor, foi feita por razões dramáticas. Os nomes de alguns personagens do filme são tradicionais e extra-escriturísticos, como os ladrões crucificados ao lado de Cristo, Dismas e Gesmas (ou Gestas).
O filme também se inspirou em visões de visionários católicos como Maria de Jesus de Ágreda e Anna Catarina Emmerich. The Dolorous Passion of Our Lord Jesus Christ, um livro de Clemens Brentano que detalha as visões de Anne Catherine Emmerich, foi particularmente inspirador para Gibson porque forneceu descrições vívidas da crucificação, bem como papéis adicionais desempenhados por Maria, a mãe de Jesus.
A representação de Verônica enxugando o rosto de Jesus é de uma tradição católica e se relaciona a uma relíquia conhecida como o Véu de Verônica. O filme mostrou ligeiramente o véu com a imagem do rosto de Jesus. Sua origem está na sexta estação da via-crúcis, na qual Santa Verônica enxuga o rosto de Jesus com seu véu depois que ele a encontra ao longo da Via Dolorosa até o Calvário.

### Roteiro e idioma
Mel Gibson anunciou originalmente que usaria duas línguas antigas sem legendas e confiaria na "narrativa cinematográfica". Como a história da Paixão é tão conhecida, Gibson sentiu a necessidade de evitar línguas vernáculas para surpreender o público: "Acho que é quase contraproducente dizer algumas dessas coisas em uma língua moderna. Isso faz você querer se levantar e gritar a próxima frase, como quando você ouve 'Ser ou não ser' e você instintivamente diz a si mesmo: 'Eis a questão'". O roteiro foi escrito em inglês por Gibson e Benedict Fitzgerald para ser traduzido por William Fulco, um professor da Loyola Marymount University, para o latim e aramaico reconstruído. Fulco às vezes incorporava erros deliberados em pronúncias e terminações de palavras quando os personagens falavam uma língua desconhecida para eles, com parte da linguagem grosseira usada pelos soldados não sendo transcrita nas legendas.
Em fevereiro de 2008, foi relatado que o roteirista Benedict Fitzgerald estava processando Gibson, junto com Vicki Christianson, os estúdios Icon, Marquis Films e Airborne Productions, por fraudá-lo em milhões de dólares, bem como por assumir incorretamente o crédito de coautoria do roteiro do filme. Em maio de 2009, Gibson concordou com um acordo não divulgado com Fitzgerald. Os detalhes desse acordo, feito no Tribunal Superior do Condado de Los Angeles, não foram divulgados. Os representantes de Gibson não comentaram o que foi resolvido entre as partes.

### Filmagens

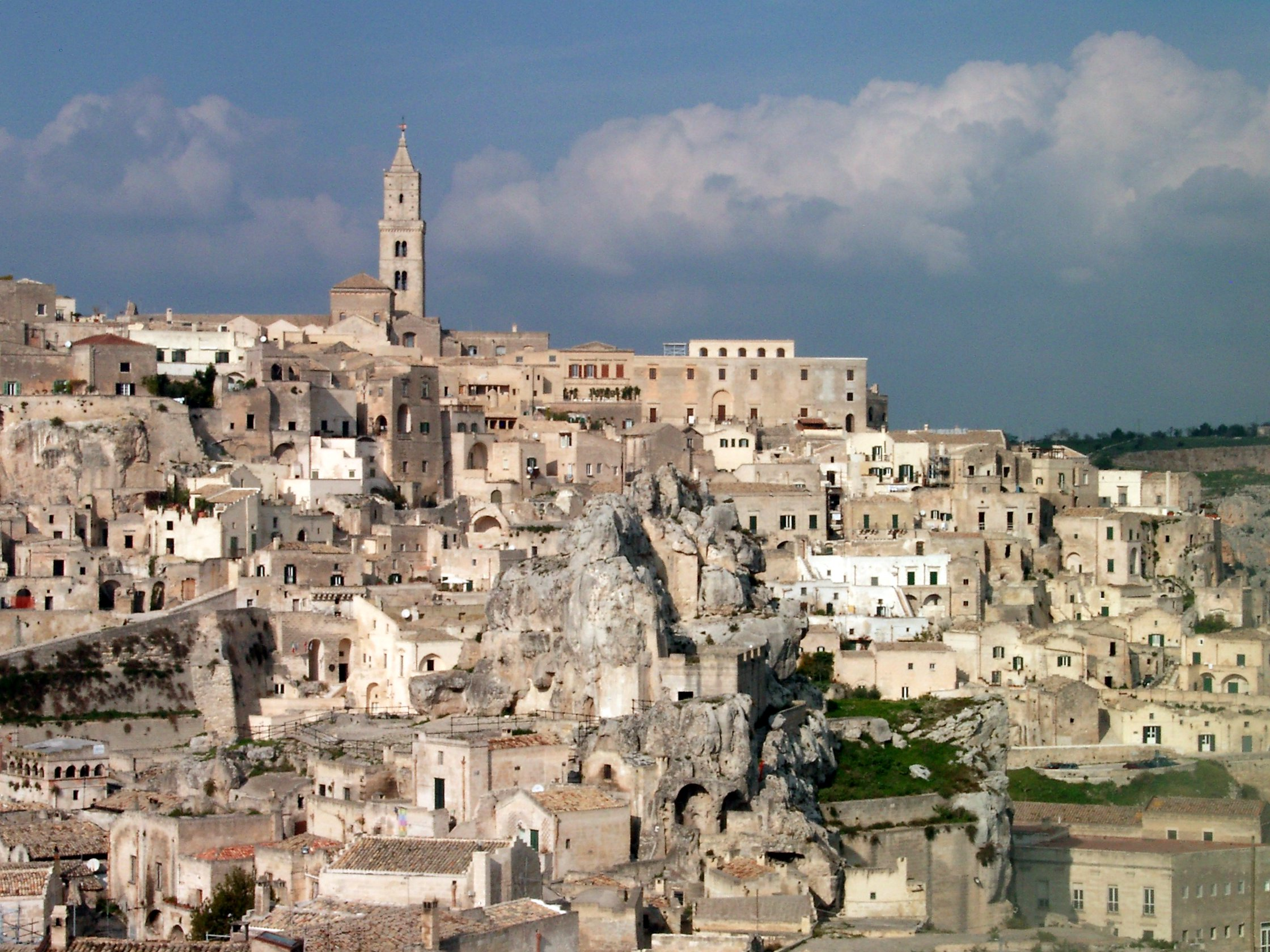
Matera, Itália

Produzido de maneira independente, A Paixão de Cristo foi rodado inteiramente na Itália no Cinecittà Studios em Roma e em locações na cidade de Matera, bem como na cidade fantasma de Craco, ambas na região da Basilicata. O custo estimado de produção de US$ 30 milhões, mais um adicional estimado de US$ 15 milhões em custos de marketing, foram totalmente financiados por Gibson e sua empresa Icon Productions. De acordo com os bônus do DVD, Martin Scorsese havia terminado recentemente seu filme Gangs of New York (2002), do qual Gibson e seus designers de produção construíram parte de seu cenário. Isso economizou muito tempo e dinheiro para Gibson.
Gibson consultou vários conselheiros teológicos durante as filmagens, incluindo o padre Jonathan Morris e um padre local, Philip J. Ryan, que visitava o set diariamente para dar conselhos, receber confissões e comunhão a Jim Caviezel. Missas foram celebradas para o elenco e a equipe em vários locais. Havia outros padres envolvidos nas filmagens, incluindo o abade Michel Debourges do Instituto de Cristo Rei e Sumo Sacerdote, Stephen Somerville e Jean-Marie Charles-Roux, todos convidados por Mel Gibson para celebrar diariamente a missa tradicional em latim. Durante as filmagens, o assistente de produção do set Jan Michelini foi atingido duas vezes por um raio, o que fez ele receber o apelido de "Lighting Boy" durante a produção do filme (conforme referenciado nos créditos finais); minutos depois, Caviezel também foi atingido.

### Música
Três álbuns foram lançados com a cooperação de Mel Gibson: um contendo a trilha sonora orquestral de John Debney conduzida por Nick Ingman, o segundo contendo canções cantadas intitulado The Passion of the Christ: Songs (produzido por Mark Joseph e Tim Cook, com composições originais de vários artistas) e o último chamado Songs Inspired by The Passion of the Christ. Os dois primeiros álbuns receberam um prêmio Dove Award em 2005, enquanto a trilha sonora instrumental de Debney recebeu uma indicação ao Óscar de Melhor trilha sonora original (perdendo para Finding Neverland). A trilha sonora frequentemente faz uso da técnica da mulher chorona.
Uma trilha sonora preliminar foi composta e gravada por Lisa Gerrard e Patrick Cassidy, mas estava incompleta no lançamento do filme. Jack Lenz foi o principal pesquisador musical e um dos compositores; vários clipes de suas composições foram postados online anos mais tarde.

### Mudança de título
Embora Mel Gibson quisesse chamar o filme de "The Passion", em 16 de outubro de 2003, seu porta-voz anunciou que o título usado nos Estados Unidos seria "The Passion of Christ" pelo fato da Miramax Films já ter registrado o título "The Passion" com a MPAA para o romance homônimo de 1987 de Jeanette Winterson. Mais tarde, o título foi alterado novamente para The Passion of the Christ para todos os mercados.

### Distribuição e marketing
Gibson começou a produção do filme sem garantir financiamento externo ou distribuição. Em 2002, ele explicou por que não conseguiu apoio dos estúdios de Hollywood: "Este é um filme sobre algo que ninguém quer tocar, rodado em duas línguas mortas". Gibson e sua empresa Icon Productions forneceram o único apoio do filme, gastando cerca de US$ 30 milhões em custos de produção e cerca de US$ 15 milhões em marketing. Após as primeiras acusações de antissemitismo, tornou-se difícil para Gibson encontrar uma distribuidora americana. A 20th Century Fox inicialmente tinha um acordo de primeira vista com a Icon, mas depois desistiu de distribuir o filme nos Estados Unidos em resposta a protestos públicos; a Fox, no entanto, distribuiu o filme na América Latina, Ásia e algumas regiões do Pacífico, bem como lançou o filme em mídia doméstica nos Estados Unidos. Para evitar a desconfiança de outros estúdios, que poderiam recusar lançar o filme em outros países, e também para evitar submeter o lançamento do longa às mesmas críticas públicas intensas que o diretor havia recebido, Gibson decidiu distribuir o filme nos Estados Unidos de maneira independente com a ajuda da empresa Newmarket Films. Gibson cuidou da distribuição e do marketing por conta própria, enquanto a Newmarket ajudou no envio das cópias do filme e na arrecadação da receita dos cinemas.
Gibson se afastou da fórmula usual de marketing dos filmes de Hollywood. Ele empregou uma campanha publicitária de televisão em pequena escala, sem coletivas de imprensa. Semelhante às campanhas de marketing de filmes bíblicos anteriores, como The King of Kings (1927), A Paixão de Cristo foi fortemente promovido por muitos grupos religiosos, tanto dentro de suas organizações quanto para o público. Produtos licenciados típicos, como pôsteres, camisetas, canecas de café e joias, foram vendidos por meio de varejistas e sites. A Igreja Metodista Unida declarou que muitos de seus membros, como outros cristãos, sentiram que o filme era uma boa maneira de evangelizar os não crentes. Como resultado, muitas congregações planejaram estar nos cinemas e algumas montaram mesas para responder a perguntas e compartilhar orações. O reverendo John Tanner, pastor da Igreja Metodista Unida de Cove em Hampton Cove, Alabama, disse: "Eles sentem que o filme apresenta uma oportunidade única de compartilhar o cristianismo de uma forma com a qual o público de hoje pode se identificar". A Igreja Adventista do Sétimo Dia também expressou um apoio semelhante ao filme. Mais de uma dúzia de bispos e cardeais católicos emitiram declarações elogiando o filme.

### Apoio evangélico
A Paixão de Cristo recebeu apoio entusiasmado da comunidade evangélica americana. Antes do lançamento do filme, Gibson contatou ativamente os líderes evangélicos buscando seu apoio e feedback. Com a ajuda deles, Gibson organizou e compareceu a uma série de exibições de pré-lançamento para o público evangélico e discutiu a produção do filme e sua fé pessoal. Em junho de 2003, ele exibiu o filme para oitocentos pastores que participavam de uma conferência de liderança na Igreja New Life, pastoreada por Ted Haggard, então presidente da National Association of Evangelicals. Gibson realizou exibições semelhantes na Lakewood Church de Joel Osteen, na Harvest Christian Fellowship de Greg Laurie e para 3.600 pastores em uma conferência na Igreja de Saddleback de Rick Warren em Lake Forest.
Do verão de 2003 até o lançamento do filme em fevereiro de 2004, partes ou cortes brutos do filme foram exibidos para mais de oitenta públicos, muitos dos quais eram públicos evangélicos. O filme também recebeu o apoio público de líderes evangélicos, incluindo Billy Graham, Robert H. Schuller, Darrell Bock, o editor do periódico cristão Christianity Today David Neff, Pat Robertson, Lee Strobel, Jerry Falwell, Max Lucado, Tim LaHaye e Charles Colson.

## Lançamento

### Bilheteria e exibição teatral
A Paixão de Cristo estreou nos Estados Unidos em 25 de fevereiro de 2004 (Quarta-feira de cinzas, início da Quaresma). Arrecadou US$ 83,8 milhões em 4.793 telas em 3.043 cinemas em seu fim de semana de estreia e um total de US$ 125,2 milhões desde sua estreia na quarta-feira, alcançando o quarto lugar geral em ganhos domésticos em fins de semana de estreia de 2004, bem como ter estabelecido o recorde de maior estreia de fim de semana para um lançamento em fevereiro (até o lançamento de Fifty Shades of Grey de 2015). O filme empatou com o recorde de The Lord of the Rings: The Return of the King (2003) de a maior abertura de quarta-feira em cinco dias. Além disso, A Paixão de Cristo marcou o segundo maior fim de semana de estreia para qualquer filme com "classificação R", atrás de Matrix Reloaded (2003). O longa arrecadou US$ 370,8 milhões só nos Estados Unidos, permanecendo como o filme de "classificação R" de maior bilheteria no mercado doméstico (Estados Unidos e Canadá) por vinte anos até ser superado por Deadpool & Wolverine, que obteve uma receita bruta doméstica de US$ 395,6 milhões. O filme vendeu cerca de 59,6 milhões de ingressos nos Estados Unidos em seu lançamento original nos cinemas.
Nas Filipinas, um país de maioria católica, o filme foi lançado em 31 de março de 2004, recebendo a censura "proibido para menores de 13 anos" do Conselho Filipino de Revisão e Classificação de Cinema e Televisão (MTRCB) e endossado pela Conferência dos Bispos Católicos das Filipinas (CBCP).
Na Malásia, os censores do governo inicialmente o proibiram completamente, mas depois que os líderes cristãos protestaram, a restrição foi suspensa, com o filme sendo liberado apenas para o público cristão, permitindo que estes assistissem ao filme em cinemas especialmente designados. Em Israel, o filme não foi proibido, mas não recebeu nenhuma distribuição nos cinemas porque nenhum distribuidor israelense quis promove-lo.
Apesar das muitas controvérsias e recusas de alguns governos em permitir que o filme fosse visto em grande escala, A Paixão de Cristo conseguiu se mostrar um grande sucesso comercial internacional, arrecadando US$ 612 milhões em todo o mundo. O filme também foi um sucesso relativo em certos países com grandes populações muçulmanas, como no Egito, onde ficou em vigésimo lugar geral em números de bilheteria em 2004. Além disso, ganhou imensa popularidade em países como Jordânia, Líbano, Catar, Síria e Emirados Árabes Unidos, onde os paralelos políticos com a situação palestina ressoaram com o público. No entanto, o filme foi banido no Bahrein, Kuwait e Arábia Saudita por razões religiosas, particularmente por retratar Jesus de forma contrária aos ensinamentos islâmicos.
Se tornou o filme independente de maior bilheteria de todos os tempos, desbancando Dances with Wolves (1990), recorde que permanece até hoje. O longa também se tornou a produção não falada em inglês de maior bilheteira da história do cinema até 2017, quando foi superado pelo filme chinês Zhan lang II.

### The Passion Recut

A Paixão de Cristo ganhou uma segunda versão editada lançada no ano seguinte intitulada The Passion Recut, que removeu as cenas mais pesadas de violência gráfica

Uma versão reeditada intitulada "The Passion Recut" foi lançada nos cinemas em 11 de março de 2005, com cinco minutos da violência mais explícita deletados, na esperança de atrair mais espectadores, tornando o filme acessível aos consumidores que acharam o corte original muito horrível. O presidente da Newmarket Films, Bob Berney, declarou: "Eu conhecia muitas pessoas que queriam vê-lo, mas não puderam ir... Eles estavam muito nervosos ou melindrosos". Gibson explicou seu raciocínio para esta versão reeditada:
Após a primeira exibição nos cinemas, recebi inúmeras cartas de pessoas de todo o país. Muitas me disseram que queriam compartilhar a experiência com seus entes queridos, mas estavam preocupadas que as imagens mais duras do filme fossem intensas demais para suportarem. Diante disso, decidi reeditar A Paixão de Cristo.
Gibson antecipou que o filme seria classificado com a censura "PG-13" depois que ele editou o filme para deixá-lo mais próximo dessa classificação. Apesar da reedição, a Motion Picture Association of America ainda considerou "The Passion Recut" muito violento para a classificação "PG-13". Como a Newmarket não é signatária da MPAA e, portanto, não precisava cumprir as diretrizes da entidade, eles decidiram lançar o filme sem classificação. Sobre a classificação e o apelo de "The Passion Recut" para um público mais amplo, Berney explicou:
O objetivo era tentar atingir a classificação indicativa "PG-13", mas a MPAA considerou que ainda era um filme com classificação indicativa "R" devido à intensidade geral do filme, então não o publicaremos, e talvez ele fique em algum lugar entre os dois. O resultado final é uma mudança de tom e equilíbrio que torna o filme mais acessível a um público mais amplo, especialmente aqueles que se preocupavam com alguns dos momentos extremos da versão original.
O relançamento do filme foi um "experimento" para a Newmarket e a Icon, já que as empresas esperavam uma exibição de quatro semanas que se estenderia até o domingo de Páscoa. Se o experimento tivesse dado certo, a Newmarket e a Icon pretendiam iniciar uma tradição de lançar o filme todos os anos perto da Páscoa. No entanto, o filme encurtado foi exibido por três semanas em 960 cinemas para uma bilheteria total de US$ 567.692, muito aquém dos US$ 612.054.428 que o corte original obteve. A BBFC do Reino Unido classificou a versão editada com uma classificação "+15", menor do que a classificação de "+18" do corte original.

#### Diferenças
Durante a cena da flagelação, o golpe do chicote de nove caudas na pele de Jesus, que resultou em sangue espirrando e sua carne sendo deslocada, foi omitido. Na cena da crucificação, os soldados romanos pregando as mãos de Jesus com sangue também espirrando são cortados e a cena do soldado deslocando vigorosamente o ombro de Jesus foi reeditada; em vez disso, as cenas de reação de Maria e Jesus são mostrada de maneira mais enfática. A cena em que a cruz é virada de ponta cabeça também foi excluída, devido aos espectadores não entenderem o que viram.
Sobre o efeito geral desta edição, Gibson acrescentou: "Suavizei algumas das cenas mais brutais sem removê-las ou comprometer o impacto do filme. Ao suavizar alguns dos seus aspectos mais dolorosos, espero tornar o filme e a sua mensagem de amor disponíveis para um público mais vasto".

### Mídia doméstica
Em 31 de agosto de 2004, o filme foi lançado em VHS e DVD na América do Norte pela 20th Century Fox Home Entertainment, que inicialmente rejeitou a distribuição nos cinemas. Assim como no lançamento original nos cinemas, o lançamento do filme em formatos de vídeo doméstico provou ser muito popular. As primeiras estimativas indicaram que mais de 4,1 milhões de cópias foram vendidas em seu primeiro dia de venda, com 2,4 milhões comercializados até as 15h da mesma data. Na versão em DVD, A Paixão de Cristo estava disponível com legendas em inglês e espanhol, enquanto que o VHS continha legendas em inglês. O filme foi lançado pela primeira vez em Blu-ray na América do Norte em uma edição de dois discos no dia 17 de fevereiro de 2009.
Embora o lançamento original do DVD tenha vendido bem, ele não continha nenhum bônus além de um trailer, o que provocou especulações sobre quantos compradores esperariam pelo lançamento de uma edição especial. Em 30 de janeiro de 2007, um segundo lançamento no formtato contendo dois discos foi disponibilizado nos mercados norte-americanos, seguido por um lançamento internacional em 26 de março daquele ano; este lançamento contou com documentários de making-of, comentários das trilhas sonoras, cenas deletadas, outtakes, a versão editada de 2005 e a original de 2004.
A versão britânica do DVD de dois discos contém duas cenas deletadas adicionais: na primeira, Jesus encontra as mulheres de Jerusalém (conforme a oitava estação da via-crúcis) e cai no chão enquanto as mulheres choram ao seu redor, enquanto Simão de Cirene tenta segurar a cruz e ajudar Jesus a levantar simultaneamente; depois, enquanto ambos seguram a cruz, Jesus diz às mulheres que choram por ele: "Não chorem por mim, mas por vocês mesmas e por seus filhos". Na segunda cena, Pilatos lava as mãos, vira-se para Caifás e diz: "Cuidem disso" (ou seja, os fariseus desejam que Jesus seja crucificado); Pilatos então se vira para Abanader e diz: "Faça o que eles quiserem". A cena seguinte à esta mostra Pilatos chamando seu servo, que está carregando uma tábua de madeira na qual Pilatos escreve: "Jesus de Nazaré, o Rei dos Judeus", em latim e hebraico. Ele então segura a tábua acima de sua cabeça à vista de Caifás, que depois de lê-la desafia Pilatos sobre seu conteúdo. Pilatos responde com raiva a Caifás em hebraico sem legendas. O disco contém apenas duas cenas deletadas no total. Nenhuma outra cena do filme é mostrada no disco 2.
Em 7 de fevereiro de 2017, a 20th Century Fox relançou o filme em Blu-ray e DVD, incluindo a versão para o cinema e a versão editada ("The Passion Recut"), onde a violência gráfica foi reduzida. A versão para o cinema apresenta dublagens em inglês e espanhol.

### Estreias na televisão
No Brasil, a Rede Record (de propriedade do bispo Edir Macedo, líder da Igreja Universal do Reino de Deus) comprou os direitos do filme vencendo a Rede Globo, que não aceitou cobrir a proposta financeira da Fox, que distribuiu o filme no país. A Record apresentou o filme de maneira inédita em 3 de novembro de 2006, às 20h30 em sua sessão de filmes Tela Máxima. Entretanto, o filme foi exibido sem dublagem e com legendas em português; sobre a transmissão legendada, o então diretor da Fox Film do Brasil, Eli Wahba, declarou: "Mel Gibson tem que aprovar o negócio. Ele não deixa tocarem no filme, não admite dublagens. É bem provável que só seja exibido em aramaico [mais hebraico e latim, as línguas faladas no filme] com legendas". A Paixão de Cristo só teve sua dublagem autorizada no país em 2015, através de um acordo direto envolvendo Gibson, a Fox e a Record, que o exibiu pela primeira vez com áudio em português em 3 de abril daquele ano na Super Tela; na ocasião, o filme alcançou uma audiência satisfatória para a emissora, deixando-a no segundo lugar na audiência do horário com 9 pontos de média no IBOPE ante 14 da Globo.
Contudo, antes dessa exibição com som em português no Brasil, o filme já havia sido exibido dublado em outro país dois anos antes: em 29 de março de 2013 (Sexta-feira Santa), como parte de sua programação especial da Semana Santa, a TV5 das Filipinas (país onde o filme obteve um grande sucesso) apresentou A Paixão de Cristo dublado em filipino às 14h (horário local). Sua transmissão totalizou duas horas, mas excluindo os comerciais, o filme durou apenas aproximadamente uma hora em vez de seu tempo total de execução de duas horas e seis minutos. Isso ocorreu porque a emissora teve que realizar diversos cortes para que o filme conseguisse uma censura mais leve para o horário (uma vez que o longa recebeu uma censura "+13" quando lançado nos cinemas do país em 2004). A TV5 realizou a dublagem do filme através das legendas em inglês previamente fornecidas pela Fox, marcando a primeira vez que A Paixão de Cristo foi dublado em outro idioma.
O filme demorou a ter suas primeiras exibições televisivas nos Estados Unidos, estreando apenas em 17 de abril de 2011 (Domingo de Ramos), pelo canal Trinity Broadcasting Network, (TBN) que exibiu A Paixão de Cristo às 19h30 (horário do leste dos Estados Unidos/horário do Pacífico). A emissora continuou a exibir o filme ao longo dos anos, principalmente na Páscoa.

## Recepção

### Resposta da crítica
No agregador de resenhas cinematográficas Rotten Tomatoes, A Paixão de Cristo tem uma taxa de aprovação de 50% com base em 276 avaliações de críticos, obtendo uma nota média de 4,9 de 10 sob o seguinte consenso crítico: "O zelo do diretor Mel Gibson é inconfundível, mas A Paixão de Cristo deixará muitos espectadores emocionalmente esgotados em vez de espiritualmente elevados". No Metacritic, o filme possui a pontuação 47/100 com base em 44 críticos, indicando "críticas mistas ou médias". Contudo, o filme se mostrou muito bem recebido pelos seus espectadores nos cinemas, com A Paixão de Cristo recebendo uma rara nota média "A+" pelo CinemaScore.
Em uma crítica positiva para a revista Time, o crítico de cinema Richard Corliss chamou A Paixão de Cristo de "um filme sério, bonito e excruciante que irradia total comprometimento". O crítico de cinema da New York Press, Armond White, elogiou a direção de Gibson, comparando-o a Carl Theodor Dreyer na forma como ele transformou arte em espiritualidade; White também observou que era estranho ver o diretor Mel Gibson oferecer ao público "um desafio intelectual" com o filme. Roger Ebert, do jornal Chicago Sun-Times, deu ao filme quatro de quatro estrelas, chamando-o de "o filme mais violento que já vi", além de refletir sobre como isso o atingiu, uma vez que ele era um ex-coroinha: "O que Gibson me proporcionou, pela primeira vez na minha vida, é uma ideia visceral do que consistia a Paixão. [...]".
Em uma crítica negativa, David Edelstein, da revista Slate, chamou A Paixão de Cristo de "um filme snuff de duas horas e seis minutos", enquanto Jami Bernard, crítico do New York Daily News, sentiu que era "o filme mais virulentamente antissemita feito desde os filmes de propaganda alemães da Segunda Guerra Mundial". Escrevendo para o Dallas Observer, Robert Wilonsky afirmou que achou o filme "muito túrgido para impressionar os descrentes, muito zeloso para inspirar e muitas vezes muito tolo para levar a sério, com suas alucinações demoníacas que parecem fugitivos de um filme de David Lynch [...]".
A edição de junho de 2006 da revista Entertainment Weekly nomeou A Paixão de Cristo como o filme mais controverso de todos os tempos, seguido por Laranja Mecânica (1971), de Stanley Kubrick. Em 2010, a Time o listou como um dos filmes mais "ridiculamente violentos" de todos os tempos.

### Prêmios e indicações
Oscar 2005 (EUA)
- Indicado nas categorias de melhor fotografia, melhor maquiagem e melhor trilha sonora original.

MTV Movie Awards 2005 (EUA)
- Indicado na categoria de melhor ator (Jim Caviezel).

People's Choice Awards 2005 (EUA)
- Escolhido como o filme dramático favorito.

Satellite Awards (EUA)
- Venceu na categoria de melhor diretor (Mel Gibson).

Premios del Círculo de Escritores Cinematográficos (Espanha)
- Venceu na categoria de melhor filme estrangeiro.

EMMA Awards (Reino Unido)
- Venceu na categoria Melhor atriz de cinema (Maia Morgenstern)

Motion Picture Sound Editors (EUA)
- Venceu na categoria melhor Edição de Som em Longa-Metragem – Música (Michael T. Ryan)

GMA Dove Award (EUA)
- Venceu na categoria melhor álbum instrumental do Ano

Festival de Cinema de Hollywood (EUA)
- Venceu na categoria Produtor de Hollywood do Ano (Mel Gibson)

Águia de Ouro (Rússia)
- Venceu na categoria melhor filme estrangeiro[97]

Prêmios da Academia Irlandesa
- Indicado na categoria melhor filme internacional

Nastro d'Argento (Itália)
- Indicado na categoria melhor atriz coadjuvante (Monica Bellucci)[98][99]

## Controvérsias

### Precisão histórica e bíblica
Apesar das críticas de que Gibson deliberadamente adicionou material aos relatos históricos da Judeia do primeiro século e aos relatos bíblicos da crucificação de Cristo, alguns estudiosos defendem que o filme não se preocupa principalmente com a precisão histórica. O estudioso bíblico Mark Goodacre protestou que não conseguiu encontrar um exemplo documentado de Gibson afirmando explicitamente que o filme é historicamente preciso. Gibson foi citado dizendo: "Acho que meu primeiro dever é ser o mais fiel possível ao contar a história para que ela não contradiga as escrituras. Agora, contanto que não fizesse isso, senti que tinha uma margem bastante ampla para interpretação artística e para preencher alguns dos espaços com lógica, com imaginação, com várias outras leituras". Um exemplo é uma cena em que Judas Iscariotes é mostrado sendo atormentado por demônios na forma de crianças. Outra cena mostra Satanás carregando um bebê demoníaco durante a flagelação de Cristo, interpretada como uma perversão das representações tradicionais da Madona com o Menino e também como uma representação de Satanás e do anticristo. Segundo a descrição de Gibson:
É o mal distorcendo o que é bom. O que é mais terno e belo do que uma mãe e um filho? Então o diabo pega isso e distorce um pouquinho. Em vez de uma mãe e um filho normais, temos uma figura andrógina segurando um "bebê" de 40 anos com pelos nas costas. É estranho, é chocante, é quase demais — assim como virar Jesus para continuar a açoitá-lo no peito é chocante e quase demais, que é o momento exato em que ocorre essa aparição do diabo e do bebê.
Questionado sobre a fidelidade do filme ao relato do Novo Testamento, o Padre Augustine Di Noia, da Congregação Doutrinária do Vaticano, respondeu: "O filme de Mel Gibson não é um documentário, mas permanece fiel à estrutura fundamental comum a todos os quatro relatos dos Evangelhos [e] o filme de Mel Gibson é inteiramente fiel ao Novo Testamento".

### Endosso papal contestado
Em 5 de dezembro de 2003, o coprodutor de A Paixão de Cristo, Stephen McEveety, deu uma versão bruta do filme ao Arcebispo Stanisław Dziwisz, secretário do papa. O Papa João Paulo II assistiu ao filme em seu apartamento particular com o Arcebispo Dziwisz naquela noite e mais tarde se encontrou com McEveety e Jan Michelini, um italiano que serviu como assistente de direção no filme. Em 17 de dezembro, a colunista do Wall Street Journal, Peggy Noonan, relatou que João Paulo II havia dito que o filme "É como deveria ser", citando McEveety, que disse ter ouvido isso de Dziwisz. Noonan enviou um e-mail a Joaquín Navarro-Valls, chefe do gabinete de imprensa do Vaticano, para confirmação antes de escrever sua coluna, surpresa que Navarro-Valls, "notoriamente de boca fechada", tenha aprovado o uso da citação "como deveria ser", e sua resposta por e-mail afirmou que ele não tinha nenhum outro comentário naquele momento. O jornalista do National Catholic Reporter, John L. Allen Jr., publicou um relato semelhante no mesmo dia, citando um alto funcionário não identificado do Vaticano. A Reuters e a Associated Press confirmaram a história de forma independente, citando fontes do Vaticano.
Uma disputa surgiu alguns dias depois, quando um funcionário anônimo do Vaticano disse ao Catholic News Service: "Não houve nenhuma declaração, nenhum julgamento do papa". Mas Allen defendeu sua reportagem anterior, dizendo que sua fonte oficial era inflexível sobre a veracidade da história original. O colunista Frank Rich do The New York Times escreveu que a declaração estava "sendo explorada pelo campo de Gibson" e que, quando perguntou a Michelini sobre a reunião, Michelini disse que Dziwisz havia relatado as palavras do papa como "É como deveria ser" e disse que o papa também chamou o filme de "incrível". No dia seguinte, o arcebispo Dziwisz disse à CNS: "O Santo Padre não disse a ninguém sua opinião sobre este filme". Essa negação resultou em uma onda de comentários que acusaram os produtores do filme de fabricar uma citação papal para comercializar A Paixão de Cristo.
De acordo com Rod Dreher no Dallas Morning News, McEveety recebeu um e-mail do porta-voz papal Navarro-Valls que apoiava o relato de Noonan e sugeriu que a frase "é como deveria ser" poderia ser usada como leitmotiv nas discussões sobre o filme e disse para "repetir as palavras exaustivamente". Dreher enviou por e-mail a Navarro-Valls uma cópia do e-mail que McEveety havia recebido, com Navarro-Valls respondendo por e-mail a Dreher: "Posso negar categoricamente sua autenticidade". Dreher opinou que ou o grupo de Mel Gibson havia criado "uma grande mentira", ou o Vaticano estava fazendo jornalistas e cineastas respeitáveis parecerem "canalhas ou idiotas" e ele explicou:
Curiosamente, a Sra. Noonan relatou em sua coluna de 17 de dezembro que, quando perguntou ao porta-voz se o papa havia dito algo além de "é como deveria ser", ele lhe enviou um e-mail dizendo que não sabia de mais nenhum comentário. Ela me enviou uma cópia desse e-mail, que veio do mesmo endereço de e-mail do Vaticano que o enviado a mim e ao Sr. McEveety.
Noonan observou que ela e Dreher descobriram que os e-mails foram enviados por "um servidor de e-mail no domínio do Vaticano" de um computador do Vaticano com o mesmo endereço IP. O Los Angeles Times relatou que, quando perguntou depois que a história foi divulgada pela primeira vez se a citação "é como deveria ser" era confiável, Navarro-Valls respondeu: "Acho que você pode considerar essa citação como precisa". Allen observou que, embora Dziwisz tenha afirmado que o Papa João Paulo II não fez nenhuma declaração sobre este filme, outras autoridades do Vaticano "continuavam a insistir" que o papa disse isso, e outras fontes alegaram ter ouvido Dziwisz dizer que o papa disse isso em outras ocasiões, e Allen chamou a situação de "uma espécie de bagunça". Um representante da Icon Productions de Gibson expressou surpresa com as declarações de Dziwisz após a correspondência e as conversas entre os representantes do cinema e o porta-voz oficial do papa, Navarro-Valls, e afirmou que "não há razão para acreditar que o apoio do papa ao filme 'não seja o mesmo'".
Depois de falar com Dziwisz, Navarro-Valls confirmou que João Paulo II viu A Paixão de Cristo e divulgou a seguinte declaração oficial:
O filme é uma transposição cinematográfica do evento histórico da Paixão de Jesus Cristo segundo os relatos do Evangelho. É prática comum do Santo Padre não expressar opiniões públicas sobre obras artísticas, opiniões estas sempre abertas a diferentes avaliações de caráter estético.

Numa coluna de acompanhamento no The Wall Street Journal, Noonan abordou a questão de por que as questões levantadas não eram apenas "uma tempestade num copo de água" e explicou:
A verdade importa. O que um papa diz importa. E o que este pontífice diz sobre este filme importa. A Paixão [de Cristo], com estreia prevista para 25 de fevereiro, tem sido alvo de intensa crítica desde o verão passado. O filme foi ferozmente denunciado como antissemita e acusado de perpetuar estereótipos que alimentam o ódio contra os judeus. João Paulo II tem uma longa história pessoal e profissional de oposição ao antissemitismo, de luta contra ele e de apelo ao diálogo, ao respeito e à reconciliação entre todas as religiões. Seus comentários aqui seriam de grande importância.

### Alegações de antissemitismo
Antes do lançamento do filme, houve críticas proeminentes ao seu conteúdo supostamente antissemita. Foi por esse motivo que a 20th Century Fox decidiu não distribuir o filme nos Estados Unidos (mesmo tendo sinalizado previamente um acordo com Mel Gibson), informando ao deputado nova-iorquino judeu Dov Hikind que um protesto em frente ao prédio da News Corporation, então proprietária da Fox, os fez desistir do filme. Hikind alertou outras empresas que "não deveriam distribuir este filme. Isso é prejudicial para os judeus em todo o mundo".

Uma comissão conjunta da Secretaria de Assuntos Ecumênicos e Inter-religiosos da Conferência dos Bispos Católicos dos Estados Unidos e do Departamento de Assuntos Inter-religiosos da Liga Antidifamação obteve uma versão do roteiro antes de sua estreia nos cinemas. Eles divulgaram um comunicado, chamando-o de "um dos textos mais problemáticos, em relação ao potencial antissemita, que qualquer um de nós já viu em 25 anos. Deve-se enfatizar que o enredo principal apresentou Jesus como tendo sido implacavelmente perseguido por uma conspiração maligna de judeus, liderada pelo sumo sacerdote Caifás, que chantageou um Pilatos covarde para que condenasse Jesus à morte. Este é precisamente o enredo que alimentou séculos de antissemitismo dentro das sociedades cristãs. Este também é um enredo rejeitado pela Igreja Católica Romana no Vaticano II em seu documento Nostra aetate, e por quase todas as principais igrejas protestantes em documentos paralelos. A menos que este enredo básico tenha sido alterado pelo Sr. Gibson, um católico marginal que está construindo sua própria igreja na área de Los Angeles e que aparentemente não aceita nem os ensinamentos do Vaticano II nem a erudição bíblica moderna, A Paixão de Cristo retém um potencial real para minar o repúdio ao antissemitismo cristão clássico pelas igrejas nos últimos 40 anos".
A própria Liga Antidifamação também divulgou uma declaração sobre o filme um pouco antes dele ser lançado:
Para que os cineastas façam justiça aos relatos bíblicos da paixão, eles devem complementar sua visão artística com sólidos estudos acadêmicos, incluindo o conhecimento de como os relatos da paixão foram usados historicamente para menosprezar e atacar os judeus e o judaísmo. Sem essa compreensão acadêmica e teológica, produções como A Paixão [de Cristo] poderiam provavelmente falsificar a história e alimentar a animosidade daqueles que odeiam os judeus.
O rabino Daniel Lapin, chefe da organização Toward Tradition, criticou esta declaração e disse sobre Abraham Foxman, chefe da Liga Antidifamção: "o que ele está dizendo é que a única maneira de escapar da ira de Foxman é repudiar sua fé".
Para a revista The Nation, a crítica de cinema Katha Pollitt escreveu: "Gibson violou quase todos os preceitos dos 'Critérios' de 1988 da Conferência dos Bispos Católicos dos Estados Unidos para a representação de judeus em dramatizações da Paixão (nada de judeus sanguinários, nada de plebe, nenhum uso das Escrituras que reforcem estereótipos negativos dos judeus). [...] Os padres têm narizes grandes e rostos nodosos, corpos desajeitados, dentes amarelos; Herodes Antipas e sua corte são uma coleção bizarra de pervertidos epicenos de cabelos oleosos. Os 'bons judeus' parecem estrelas de cinema italianas (Madalena, por si só, já é uma estrela de cinema italiana, Monica Bellucci); a mãe de Jesus, que teria cerca de cinquenta anos e aparentava ter setenta, parecia mais ser uma moça madura de 35". O padre jesuíta Pe. William Fulco, professor da Universidade Loyola Marymount (e tradutor do filme para os diálogos em hebraico) discordou especificamente dessa avaliação e das preocupações de que o filme acusasse a comunidade judaica de deicídio.
Numa entrevista para o The Guardian, o estudioso bíblico judeu e especialista no Jesus histórico, Géza Vermes, escreveu uma resenha altamente crítica do filme. Ele afirmou que o filme é "horrivelmente sangrento, historicamente errado e inspirará 'judeofobia'". De acordo com Vermes, "o verdadeiro problema não está em suas atitudes ou intenções declaradas, mas na falta de medidas apropriadas tomadas para evitar que imagens visuais inspirem judeofobia. Caifás e seus colegas sacerdotais muitas vezes lutam para não sorrir quando veem a derrota de Cristo. No filme, eles permitem que seus guardas o espanquem em tribunal aberto sem protestar. Nos próprios Evangelhos, eles são retratados fazendo as coisas de acordo com o livro e rejeitando as testemunhas contra Jesus. Isso não parece ser assim no filme. Essas são oportunidades perigosas para inspirar sentimentos de vingança".
Uma cena específica do filme percebida como um exemplo de antissemitismo foi o diálogo de Caifás, quando ele declara: "Seu sangue [cairá] sobre nós e sobre nossos filhos!" (Mt 27:25), uma citação historicamente interpretada por alguns como uma maldição assumida pelo povo judeu. Certos grupos judaicos pediram que isso fosse removido do filme. No entanto, apenas as legendas foram removidas; o diálogo original permanece na trilha sonora hebraica. Quando questionado sobre essa cena, Gibson disse: "Eu queria isso. Meu irmão disse que eu seria covarde se não incluísse. Mas, cara, se eu incluísse isso lá, eles viriam atrás de mim na minha casa. Eles viriam me matar". Em uma entrevista ao jornal Detroit Free Press, quando questionado sobre a cena, ele disse: "É uma pequena passagem, e eu acredito nela, mas não acredito e nunca acreditei que se refira aos judeus e os implique em qualquer tipo de maldição. É dirigida a todos nós, a todos os homens que estavam lá e a todos os que vieram depois. Seu sangue está sobre nós, e é isso que Jesus queria. Mas finalmente tive que admitir que uma das razões pelas quais me senti fortemente em mantê-la, além do fato de ser verdade, é que eu não queria deixar outra pessoa ditar o que poderia ou não ser dito".
As alegações de antissemitismo foram satirizadas no episódio "The Passion of the Jew" da série animada adulta South Park, que se concentra nas reações dos protagonistas ao filme. No episódio, que foi ao ar originalmente em março de 2004, Eric Cartman lidera uma manifestação neonazista vestido como Adolf Hitler, Kyle Broflovski tem pesadelos sobre a violência excessiva e reclama da aparente responsabilidade dos judeus pela morte de Jesus, e Stan Marsh e Kenny McCormick vão até Mel Gibson para obter um reembolso por assistirem ao filme no cinema.
As alegações de antissemitismo no filme intensificaram-se após a prisão de Mel Gibson em 2006 por dirigir embriagado em Malibu, Califórnia, onde, durante a prisão, ele fez comentários antissemitas contra o policial que o prendeu. Ele foi gravado dizendo ao policial: "Judeus de merda... Os judeus são responsáveis por todas as guerras do mundo. Você é judeu?"

#### Reações às polêmicas

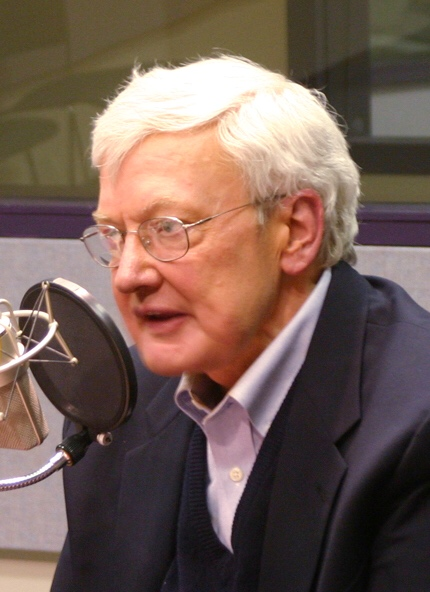
Roger Ebert fez uma crítica positiva de A Paixão de Cristo e defendeu o filme contra acusações de antissemitismo.

O crítico de cinema Roger Ebert, que concedeu a A Paixão de Cristo quatro de quatro estrelas em sua crítica para o jornal Chicago Sun-Times, negou as alegações de que o filme fosse antissemita. Ebert descreveu o filme como "um filme poderoso e importante, dirigido por um homem com um coração sincero e o senso de justiça de um guerreiro. É uma história repleta de imagens marcantes e, em última análise, uma mensagem de redenção e esperança". Ebert concluiu: "Também pode ser a melhor versão cinematográfica da maior história já contada".
O colunista conservador Cal Thomas também discordou das alegações de antissemitismo e escreveu ao portal Townhall: "Para aqueles na comunidade judaica que se preocupam de que o filme possa conter elementos antissemitas, ou encorajar as pessoas a perseguir os judeus, não temam. O filme não acusa os judeus pela morte de Jesus".
Bob Smithouser, do portal Plugged In (mantido pela organização cristã evangélica Foco na Família), também concordou que o filme estava tentando transmitir os males e pecados da humanidade em vez de mirar especificamente nos judeus, afirmando: "A representação antropomórfica de Satanás [...] nesses eventos brilhantemente puxa os procedimentos para o reino sobrenatural, um fato que deveria ter silenciado os gritos amplamente divulgados de antissemitismo, uma vez que mostra uma força diabólica em ação além de quaisquer agendas políticas e religiosas dos judeus e romanos".
Além disso, o cardeal do Vaticano, Darío Castrillón Hoyos, que assistiu ao filme, abordou o assunto da seguinte forma:
O antissemitismo, como todas as formas de racismo, distorce a verdade para colocar toda uma raça humana em situação desfavorável. Este filme não faz nada disso. [A Paixão de Cristo] Extrai da objetividade histórica das narrativas do Evangelho sentimentos de perdão, misericórdia e reconciliação. Capta as sutilezas e o horror do pecado, bem como o poder suave do amor e do perdão, sem fazer ou insinuar condenações generalizadas contra um grupo. Este filme expressou exatamente o oposto: que, aprendendo com o exemplo de Cristo, nunca mais deveria haver violência contra qualquer outro ser humano.
Questionado por Bill O'Reilly se seu filme "chatearia os judeus", Gibson respondeu: "Não é para isso. Acho que é para apenas dizer a verdade. Quero ser o mais verdadeiro possível". Em uma entrevista para o jornal The Globe and Mail, o diretor acrescentou: "Se alguém distorceu passagens do Evangelho para racionalizar a crueldade contra os judeus ou qualquer pessoa, é em desafio à repetida condenação papal. O papado condenou o racismo em qualquer forma... Jesus morreu pelos pecados de todos os tempos, e eu serei o primeiro na linha de culpabilidade".

### Críticas à violência excessiva
A. O. Scott escreveu para o The New York Times: "A Paixão de Cristo é tão implacavelmente focada na selvageria das últimas horas de Jesus que este filme parece surgir menos do amor do que da ira, e ter mais sucesso em atacar o espírito do que em elevá-lo". David Edelstein, crítico de cinema da Slate Magazine, apelidou o filme de "um filme de terror de duas horas e seis minutos. Uma espécie de The Texas Chain Saw Massacre [1974] que pensa ser um ato de fé", e criticou ainda Gibson por se concentrar na brutalidade da execução de Jesus, em vez de seus ensinamentos religiosos.
Em 2008, o escritor Michael Gurnow, para a American Atheists, afirmou praticamente o mesmo, rotulando a obra como um filme snuff do mainstream. O crítico Armond White, em sua crítica do filme para o portal Africana.com, ofereceu outra perspectiva sobre a violência no filme; ele escreveu: "Certamente Gibson sabe (melhor do que qualquer um em Hollywood está disposto a admitir) que a violência vende. É problemático que, desta vez, Gibson tenha feito um filme que pede uma resposta sensível, séria e pessoal à violência, em vez de sua glorificação usual da vingança".
Durante a entrevista de Diane Sawyer, Gibson disse sobre a polêmica:
Eu queria que fosse chocante; e queria que fosse extremo... Para que vissem a enormidade daquele sacrifício; para verem que alguém poderia suportar aquilo e ainda assim voltar com amor e perdão, mesmo em meio a dor, sofrimento e ridículo extremos. A crucificação em si foi mais violenta do que a mostrada no filme, mas eu pensei que ninguém tiraria nada dela.

## Sequência
Relatos e rumores de uma sequência circulam há anos. Em junho de 2016, o escritor Randall Wallace afirmou que ele e Gibson começaram a trabalhar em uma sequência de A Paixão de Cristo, que se concentrará na ressurreição de Jesus e nos eventos que cercam a mesma. Em 2018, Caviezel disse que Gibson já havia lhe enviado três rascunhos do roteiro. Em 2020, Caviezel disse que o filme seria intitulado "The Passion of the Christ: Resurrection" e previu: "Será o maior filme da história mundial".
Em julho de 2023, Gibson afirmou que a sequência "viria em breve" e que estava trabalhando em duas versões do roteiro, dizendo: "uma delas é um roteiro muito estruturado e muito forte e meio que mais do que se deveria esperar e a outra é como uma experiência psicodélica". Em setembro de 2024, Gibson teria começado a estudar várias possíveis locações com uma equipe de produção na Europa.
Em janeiro de 2025, durante uma aparição no podcast The Joe Rogan Experience, Gibson anunciou o título do filme como "The Resurrection of the Christ". Quando Rogan perguntou se ele estaria reformulando o personagem principal, Gibson confirmou que Caviezel reprisaria o papel e acrescentou que o uso de CGI e vários efeitos especiais seriam usados para permitir que o ator parecesse ter a mesma idade do primeiro filme.